# Isabelita Ruiz
Isabelita Ruiz, cuyo nombre completo era Isabel Ruiz Campaña (nacida en Jerez el 3 de octubre de 1902 en el nº12 de la Plaza Alfonso XII, actual Plaza del Arenal, y fallecida en la misma ciudad el 25 de julio de 1996) fue una actriz y bailarina española.

## Biografía
En 1908 se instala en Madrid, donde inicia su afición al espectáculo estudiando en la academia de baile de su abuela, Isabel Santos. Durante algún tiempo formó pareja con su hermana María con el nombre artístico de "Las jerezanitas". 
En 1925 Antonia Mercé, «La Argentina», le da la alternativa artística en el Teatro Romea de Madrid, cuyo propietario era el también jerezano José L. Demaría López «Campúa». Ese mismo año el director francés Henry Roussel la escoge para interpretar uno de los principales papeles en la película histórica Destinée, ambientada en la campaña italiana de Napoleón. También actúa en la inauguración del Teatro Villamarta. A este mismo lugar volvería al año siguiente.
Entre 1930 y 1936 realiza importantes y exitosas actuaciones en los principales escenarios de Europa (Madrid, París, Lisboa, Berlín) junto con los grandes del momento: Raquel Meller, Carlos Gardel, Ramper, etc.
Durante la Guerra civil española emigra a América, donde permanecerá hasta finales de los años 1950. En ese periodo vivirá entre Argentina y Brasil. En este último país gozará de la protección del Presidente de la República, Getúlio Vargas. 
En 1960 regresa a España. En el ocaso de su fama y fortuna vuelve a Jerez en 1962, donde gracias a la ayuda de algunos buenos amigos, entre ellos el Alcalde García Figueras y el maestro de música, Joaquín Villatoro, obtiene la plaza de profesora de danza española en el conservatorio municipal. En este tiempo actúa en un pequeño papel en la nueva versión de la película Botón de ancla (1961), dirigida por Miguel Lluch.
En 1981 se jubila, aunque de forma privada continúa ejerciendo el magisterio de su arte en una academia particular, sita en la Calle Tornería. 
Desde 1995 una calle de Jerez lleva su nombre, a petición de la asociación cultural Cine-Club Popular de Jerez, en reconocimiento de su larga trayectoria artística.
El 25 de julio de 1996, con 93 años, fallece en la residencia de las Hermanitas de la Cruz, donde residía desde hacía varios años gracias a las gestiones y ayuda de Dña. María Teresa Comella y su familia. Isabelita Ruiz nunca se casó ni tuvo descendencia.
Todos sus recuerdos materiales (fotografías, documentos personales, cartas, recortes de prensa, folletos promocionales, etc.) están actualmente en los fondos de la Biblioteca Municipal de Jerez gracias a las gestiones realizadas en su momento por parte de María Teresa Comella y el investigador local José Luis Jiménez García. 